# Sybil St Clair-Erskine
Lady Sybil Mary St Clair-Erskine, contessa di Westmorland (Londra, 20 agosto 1871 – Londra, 21 luglio 1910), è stata una nobildonna inglese.

## Biografia
Era la figlia di Robert St Clair-Erskine, IV conte di Rosslyn, e di sua moglie, Blanche Adeliza Fitzroy. Era la sorellastra della contessa di Warwick.
Faceva parte del gruppo conosciuto come The Souls, essendo stata introdotta da George Curzon.

## Matrimonio
Sposò, il 28 maggio 1892, Anthony Fane, XIII conte di Westmorland (16 agosto 1859-9 giugno 1922). Ebbero quattro figli:
- Vere Fane, XIV conte di Westmorland (15 marzo 1893-12 maggio 1948);
- Lady Victoria Enid Rachel Fane (24 aprile 1894-9 settembre 1969), sposò in prime nozze Henry Vane, non ebbero figli, e in seconde nozze Herbert Turnor, ebbero due figlie;
- Mountjoy John Charles Wedderburn Fane (8 ottobre 1900-9 ottobre 1963), sposò Agatha Acland-Hood-Reynardson, ebbero due figli;
- Lady Violet Gloria Sybil Fane (11 aprile 1902).

## Morte
Lady Westmorland morì a Marylebone, Londra, il 21 luglio 1910 e fu sepolta nella Cappella di Rosslyn.

## Ascendenza
|                                              |                         |                                       | Genitori                         |  |  | Nonni |  |  | Bisnonni                                    |  |  | Trisnonni                      |  |
|                                              |                         |                                       |                                  |  |  |       |  |  | James St Clair-Erskine, II conte di Rosslyn |  |  | sir Henry Erskine, V baronetto |  |
|                                              |                         |                                       |                                  |  |  |       |  |  | James St Clair-Erskine, II conte di Rosslyn |  |  | sir Henry Erskine, V baronetto |  |
|                                              |                         | Janet Wedderburn                      |                                  |  |  |       |  |  | James St Clair-Erskine, II conte di Rosslyn |  |  |                                |  |
| James St Clair-Erskine, III conte di Rosslyn |                         |                                       |                                  |  |  |       |  |  | James St Clair-Erskine, II conte di Rosslyn |  |  |                                |  |
|                                              |                         | Henrietta Elizabeth Bouverie          | hon. Edward Bouverie             |  |  |       |  |  |                                             |  |  |                                |  |
|                                              |                         | Henrietta Elizabeth Bouverie          | hon. Edward Bouverie             |  |  |       |  |  |                                             |  |  |                                |  |
|                                              |                         | Henrietta Elizabeth Bouverie          | Henrietta Fawkener               |  |  |       |  |  |                                             |  |  |                                |  |
| Robert St Clair-Erskine, IV conte di Rosslyn |                         | Henrietta Elizabeth Bouverie          |                                  |  |  |       |  |  |                                             |  |  |                                |  |
|                                              |                         | William Wemyss                        | hon. James Wemyss                |  |  |       |  |  |                                             |  |  |                                |  |
|                                              |                         | William Wemyss                        | hon. James Wemyss                |  |  |       |  |  |                                             |  |  |                                |  |
|                                              |                         | William Wemyss                        | lady Elizabeth Sutherland        |  |  |       |  |  |                                             |  |  |                                |  |
| Frances Wemyss                               |                         | William Wemyss                        |                                  |  |  |       |  |  |                                             |  |  |                                |  |
|                                              |                         | Frances Erskine                       | sir William Erskine, I baronetto |  |  |       |  |  |                                             |  |  |                                |  |
|                                              |                         | Frances Erskine                       | sir William Erskine, I baronetto |  |  |       |  |  |                                             |  |  |                                |  |
|                                              |                         | Frances Erskine                       | Frances Moray                    |  |  |       |  |  |                                             |  |  |                                |  |
| lady Sybil St Clair-Erskine                  |                         | Frances Erskine                       |                                  |  |  |       |  |  |                                             |  |  |                                |  |
|                                              | rev. lord Henry Fitzroy | Augustus FitzRoy, III duca di Grafton |                                  |  |  |       |  |  |                                             |  |  |                                |  |
|                                              | rev. lord Henry Fitzroy | Augustus FitzRoy, III duca di Grafton |                                  |  |  |       |  |  |                                             |  |  |                                |  |
|                                              | rev. lord Henry Fitzroy | Elizabeth Wrottesley                  |                                  |  |  |       |  |  |                                             |  |  |                                |  |
| rev. Henry Fitzroy                           | rev. lord Henry Fitzroy |                                       |                                  |  |  |       |  |  |                                             |  |  |                                |  |
|                                              |                         | Caroline Pigot                        | Hugh Pigot                       |  |  |       |  |  |                                             |  |  |                                |  |
|                                              |                         | Caroline Pigot                        | Hugh Pigot                       |  |  |       |  |  |                                             |  |  |                                |  |
|                                              |                         | Caroline Pigot                        | Frances Wrottesley               |  |  |       |  |  |                                             |  |  |                                |  |
| Blanche Adeliza Fitzroy                      |                         | Caroline Pigot                        |                                  |  |  |       |  |  |                                             |  |  |                                |  |
|                                              |                         | Charles George Beauclerk              | Topham Beauclerk                 |  |  |       |  |  |                                             |  |  |                                |  |
|                                              |                         | Charles George Beauclerk              | Topham Beauclerk                 |  |  |       |  |  |                                             |  |  |                                |  |
|                                              |                         | Charles George Beauclerk              | lady Diana Spencer               |  |  |       |  |  |                                             |  |  |                                |  |
| Jane Elizabeth Beauclerk                     |                         | Charles George Beauclerk              |                                  |  |  |       |  |  |                                             |  |  |                                |  |
|                                              |                         | Emily Charlotte Ogilvie               | William Ogilvie                  |  |  |       |  |  |                                             |  |  |                                |  |
|                                              |                         | Emily Charlotte Ogilvie               | William Ogilvie                  |  |  |       |  |  |                                             |  |  |                                |  |
|                                              |                         | Emily Charlotte Ogilvie               | lady Emily Lennox                |  |  |       |  |  |                                             |  |  |                                |  |
|                                              |                         | Emily Charlotte Ogilvie               |                                  |  |  |       |  |  |                                             |  |  |                                |  |